# کسکستان
کسکستان یک روستا در ایران است که در دهستان باقران واقع شده‌است. کسکستان ۳۴ نفر جمعیت دارد.